# Фра Анджеліко

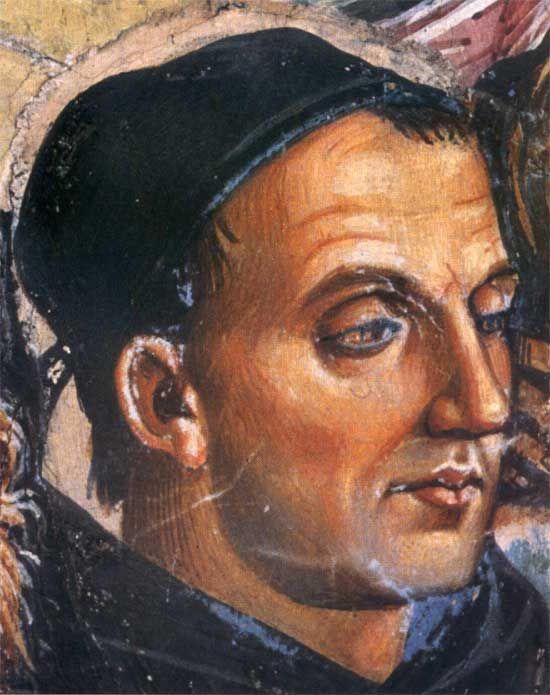
Посмертний портрет Фра Анджеліко роботи Луки Сіньореллі (1501)

Фра Андже́ліко (італ. Fra Angelico; власне ім'я Гві́до ді П'є́тро, ім'я після постригу Джова́нні да Ф'єзо́ле, прозвище Іль Беато (Блаженний)), (1387—1455) — італійський живописець, чернець-домініканець, майстер епохи Відродження.

## Життєпис. Ранні роки
Первісне ім'я — Гвідо ді П'єтро або Гвідоліно ді П'єтро. Первісні роки життя відомі погано, дійшли звістки, що мав молодшого брата Бенедетто, котрий пішов у ченці. В документах згаданий 17 жовтня 1417 року вже як художник Гвідо ді П'єтро, що приєднався до релігійного товариства. Брав участь у створенні мініатюр до рукописних книг. Його вчителями вважаються Лоренцо Монако та Герардо Старніна. Його перебування у Флоренції не обійшлося без спостережень і вивчення фресок у тамтешніх церквах і знайомством з творами Мазаччо та Мазоліно. Ймовірно, що художник працював разом із своїм братом і помічником Бенедетто.

## Чернеча доля
1418 року в січні-лютому зафіксована його праця в церкві Санто-Стефан-дель-Понте у Флоренції, де виконав вівтар для каплиці родини Герардині. Невдовзі став ченцем домініканського ордену, де обрав найсуворішу його гілку, де дотримувались оригінальних обмежувальних настанов Св. Домініка з вимогами абсолютної бідності ченців і аскези. Це сталося у 1421—1422 роках, бо за уставом новачкам забороняли малювати один рік після зарахування до братії. Як про художника його згадали знову саме у 1423 р.
Згодом отримав у монастирі ім'я фра (брат) Джованні, пізніше його почали називати Беато (блаженний) та Анжеліко (янгольський) — за добродійне життя та благочестя (за словами Вазарі ніколи не брався до роботи без молитви), а також за витонченість стилю.

## Художня манера
Ймовірно вчився у монастирського мініатюриста кінця XIV століття близького до готичного стилю. Його ранні роботи «Страшний суд» (1430—1433) і «Коронування Марії» (1434—1435) за манерою близькі до піздньоготичної мініатюри з її слабким розвитком просторових відносин. Фра Анжеліко відносять до флорентійських живописців. Його роботи відрізняються сильним релігійним почуттям, але позбавленні середньовічного аскетизму. Пізні твори Анжеліко — цикл фресок у монастирі Сан-Марко у Флоренції (1439—1445) і розпис капели святого Миколая у Ватикані (1447—1455) виконані уже в узагальненій манері з використанням засобів передачі об'єму та простору.
Говард Л. Гудман порівняв винайдення Фра Анджеліко у сфері побудови живописної композиції із інноваційністю у китайській музичній теорії, що запровадив Сюнь Сюй 荀勗 (ум. 289).

## Роботи в інших містах
Працював у Фьєзолі, Флоренції, Кортоні, Орвієто та Римі, був настоятелем монастиря Сан-Марко у Флоренції. 1445 року працював за замовами папи римського Євгенія IV в каплиці Св. таїнств та його наступника Миколая V. У період 1447—1449 років працював разом із художником
Беноццо Гоццолі в каплиці Нікколіна. Помер у Римі 18 лютого 1455 року. Поховання відбулося в римській церкві Санта Марія сопра Мінерва.

## Беатифікація
Фра Анджеліко був беатифікований папою Іваном Павлом ІІ 3 жовтня 1982 року. У 1984 році папа проголосив його покровителем художників і діячів культури.